# ألكسيس غارسيا
الكسيس غارسيا (بالإسبانية: Alexis García)‏ (21 يوليو 1960 كيبدو كولومبيا - ) هو لاعب كرة قدم كولومبي يلعب كلاعب وسط، شارك في الألعاب الأولمبية الصيفية 1980.

## روابط خارجية
- الكسيس غارسيا على موقع الاتحاد الدولي (مؤرشف)  (الإنجليزية)
- الكسيس غارسيا على موقع الاتحاد الأوربي (الإنجليزية)
- الكسيس غارسيا على موقع قاعدة بيانات كرة القدم.إي يو (الإنجليزية)
- الكسيس غارسيا على موقع ناشيونال فوتبول تيمز (الإنجليزية)
- الكسيس غارسيا على موقع أوليمبيديا (الإنجليزية)